# Ріігімякі
Ріігімякі (фін. Riihimäki)  — місто та муніципалітет у Південній Фінляндії у провінції Канта-Гяме, приблизно за 69 км північніше від Гельсінкі та за 109 км на південний схід від Тампере.
Населення  — 29 387 осіб (2014), площа  — 125,56 км², водяне дзеркало  — 4,54 км², щільність населення  — 242,83 осіб/км².

## Пам'ятки
У місті є Музей скла Фінляндії. Музей полювання, художній музей, загальнодержавний музей зв'язку.

## Відомі люди
- Ренні Харлін  — кінорежисер та продюсер.